# 国清三隐

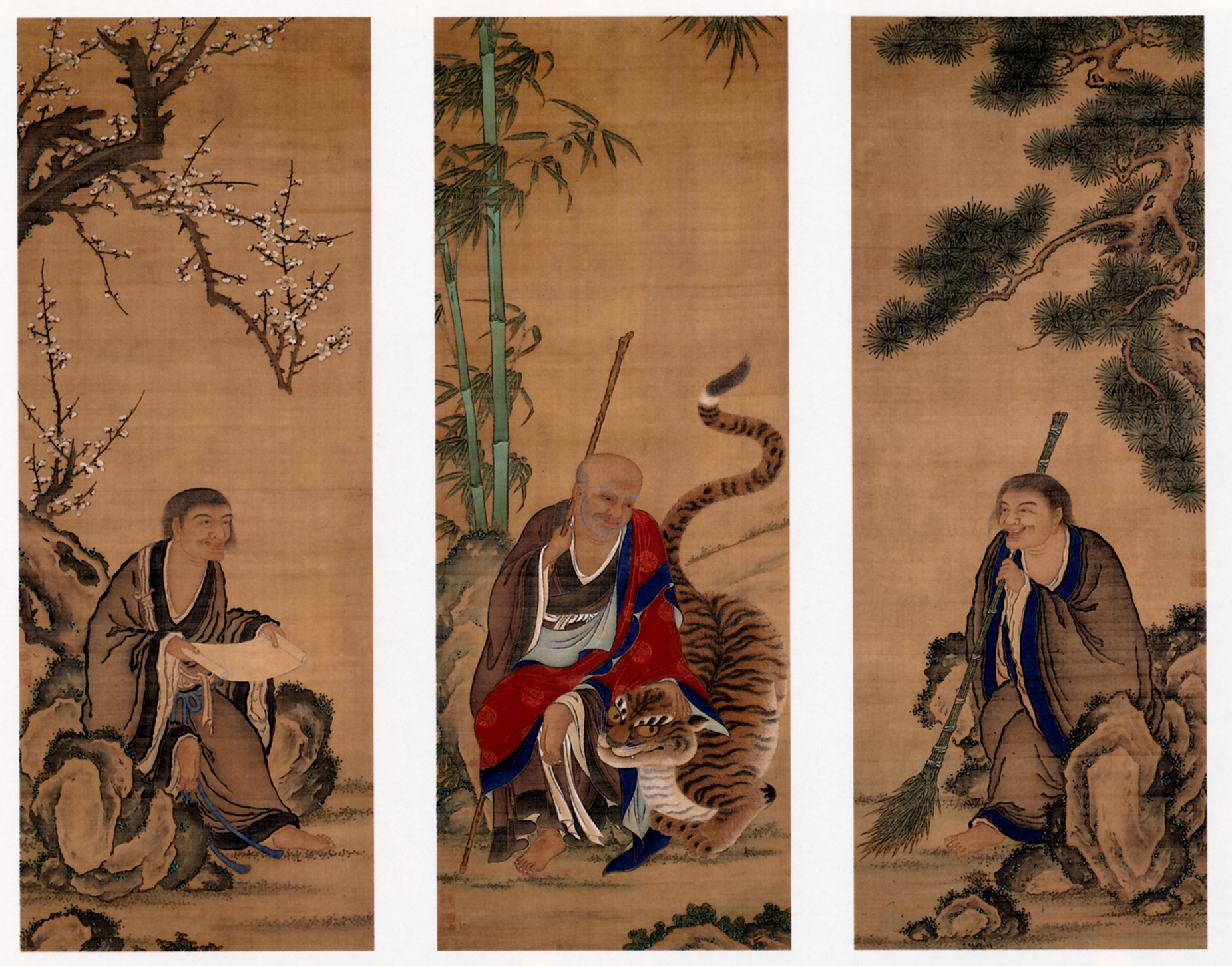
豐干寒山拾得圖，上野若元繪

国清三隐分别是唐朝天台山国清寺三位高僧：寒山、拾得、丰干。

## 简介
| 姓名 | 画像 | 生平 |
| 寒山 |      | 出生于巨鹿郡。他乐观豁达，雅好游历，喜爱自逍遥的生活。由于多次参加科举考试不中第，受到家人冷落，妻子疏远，于是出家。寒山出家后，来到天台山，隐居于寒岩，因此而得名“寒山子”。而后进入国清寺，任职僧厨，在此居住了数十年。                         |
| 拾得 |      | 拾得本来是孤儿，天台山国清寺丰干禅师在去赤城的路上遇见一小儿啼哭，遂收之抚养，于是唤作“拾得”。在国清寺，拾得跟随知库僧灵熠学习和生活。长大后任职管理食堂和香灯。后来寒山来到了国清寺，两人结为至交，云游四海，互相唱和，被誉为唐朝诗僧一段佳话。 |
| 丰干 |      | 丰干曾经收养拾得。和寒山、拾得三人相交甚欢。曾医治好台州官吏闾丘胤的病痛。曾自谓：“寒山文殊。拾得普贤。丰干饶舌。弥陀不识。” |